# Лурье, Соломон Яковлевич
Соломо́н Я́ковлевич Лурье́ (первоначальная фамилия Лурья; 27 декабря 1890 [8 января 1891], Могилёв — 30 октября 1964, Львов) — советский филолог-эллинист и историк античности и науки.
Доктор исторических наук (1934), доктор филологических наук (1943), профессор (1927). Профессор Ленинградского (1934—1941, 1943—1949), Львовского (1953—1964) университетов. Наиболее известен его труд о Демокрите (1970).

## Биография
Старший сын офтальмолога Якова-Аарона Нафтульевича (Анатольевича) Лурье (Янкель-Арон Нафтальевич Лурья, 1862—1917) и Миры Соломоновны Ратнер. Его отец был человеком неординарным и оказал на сына большое влияние. Мать происходила из богатой купеческой семьи Соломона Исааковича (Шолома Ицковича) Ратнера, её братья (Борис Соломонович, Давид Соломонович и Хацкель Шоломович) были могилёвскими купцами.
Рано выказал способности к математике. Окончил прогимназию в Паланге (1904). Затем окончил с золотой медалью гимназию в Могилеве (1909).
Окончил классическое отделение историко-филологического факультета Петербургского университета (1913). Наставником его там стал С. А. Жебелёв, оказали влияние также И. И. Толстой и Ф. Ф. Зелинский.
Его студенческая работа о Беотийском союзе была удостоена большой золотой медали. Был оставлен при университете для подготовки к профессорскому званию.
В 1918 году сдал магистерский экзамен.
Вскоре после окончания университета принял лютеранство, однако в марте 1917 года вернулся к иудаизму. Утверждается, что был атеистом.
В 1918—1919 годах приват-доцент Петроградского университета. В 1919—1920 годах профессор Самарского госуниверситета по кафедре истории греческой литературы.
В 1921—1929 годах преподаватель ЛГУ. С закрытием факультета общественных наук был вынужден заняться преподаванием математики. В 1925—1932 годах также работал в ИЛЯЗВ-ГИРК.
В 1934—1941 годах — профессор истфака ЛГУ. В 1935—1939 годах — действительный член института истории рабовладения ГАИМК. В 1937—1941 годах работал в ЛОИИ АН СССР, с началом войны эвакуировался.
С октября 1941 по декабрь 1942 года — профессор Иркутского университета.
В январе 1943 года восстановлен на службе в ЛОИИ, в 1944 году — в ЛГУ. 25 декабря 1945 года перешёл с исторического факультета ЛГУ на кафедру классической филологии филологического факультета ЛГУ.
Профессор с 1927 (утвержден ГУС). Ученая степень доктора исторических наук присуждена постановлением Президиума АН СССР (заседание 14 декабря 1934); в январе 1944 защитил в Саратове диссертацию доктора филологических наук «Художественная форма и вопросы современности в аттической трагедии». Выдвигался в члены-корреспонденты АН СССР в 1943 и 1946 годах.
В период «борьбы с космополитизмом» был уволен из ЛГУ в 1949 году и на следующий год оставил Ленинград, переехал в Одессу, где стал работать в Одесском Институте иностранных языков в 1950—1952 годы. Затем переехал во Львов, где до конца жизни был профессором кафедры классической филологии Львовского университета.

## Семья
Соломон Яковлевич был женат на своей двоюродной сестре Софье Исааковне Лурье (ум. 1932). Был женат второй раз.
Сын — советский историк и литературовед Я. С. Лурье; внук — петербургский историк, писатель и журналист Л. Я. Лурье.
Сестра — Богдана Яковлевна Копржива-Лурье, автор воспоминаний о Соломоне Яковлевиче «История одной жизни».
Двоюродный брат — советский физик и механик-теоретик А. И. Лурье.

## Исследовательская деятельность
С. Я. Лурье был одним из крупнейших исследователей общественных отношений античности и древнегреческой науки, особенно Демокрита. Оставил богатое творческое наследие: свыше 200 опубликованных научных работ, в том числе более 20 отдельно изданных книг.
Диапазон его интересов был весьма широким: политическая история Афин, Спарты, Беотии, античная атомистика, микенология и античная эпиграфика, греческая лирика и драма.
Как указывает профессор Э. Д. Фролов, Лурье был приверженцем объективной детерминированности исторического процесса.
Лурье симпатизировал афинской демократии и с неприязнью относился к олигархической Спарте.
Как лингвист, ещё в 1940-е годы поддержал гипотезу о греческом языке надписей критского Линейного письма Б, позднее выступил активным сторонником дешифровки данного письма, предложенной Майклом Вентрисом и Джоном Чедвиком, к которому обратился одним из первых в СССР. Во многом благодаря его работам советские историки внесли значительный вклад в изучение древнейшего (микенского) периода Греции.
В 1924—1928 годах опубликовал ряд статей по еврейской истории в журнале «Еврейская старина» и в сборнике «Еврейская мысль».
Увлекался историей возникновения почтовой марки.
Кроме научных книг был также автором детской литературы. Сам он говорил так: «В свободное от научной работы время я пишу детские книги, в которых в доступном виде стараюсь изложить результаты моей научной работы». Его литературный талант был замечен Самуилом Маршаком. В результате появились «Письмо греческого мальчика» — небольшая книжка для младших школьников, «Заговорившие таблички», «Неугомонный» для школьников постарше и, наконец, «Путешествие Демокрита» — книга, которую Соломон Яковлевич написал совместно со своим учеником Марком Ботвинником.
В Санкт-Петербургском филиале архива РАН создан фонд С. Я. Лурье, где также хранится его переписка.

## Оценки личности
Сын могилёвского врача, только в восемнадцать лет перебравшийся в Петербург, Лурье стал учеником известного антиковеда, филолога-классика, специалиста по греческой словесности Сергея Александровича Жебелёва. Лурье вел семинары, занимался греческой эпиграфикой, историей науки, издавал и комментировал Ксенофонта и Плутарха и не без оснований считался замечательным специалистом по древнегреческим источникам
Историк науки С. Б. Крих сравнивает Соломона Лурье с западным историком Мозесом Финли:

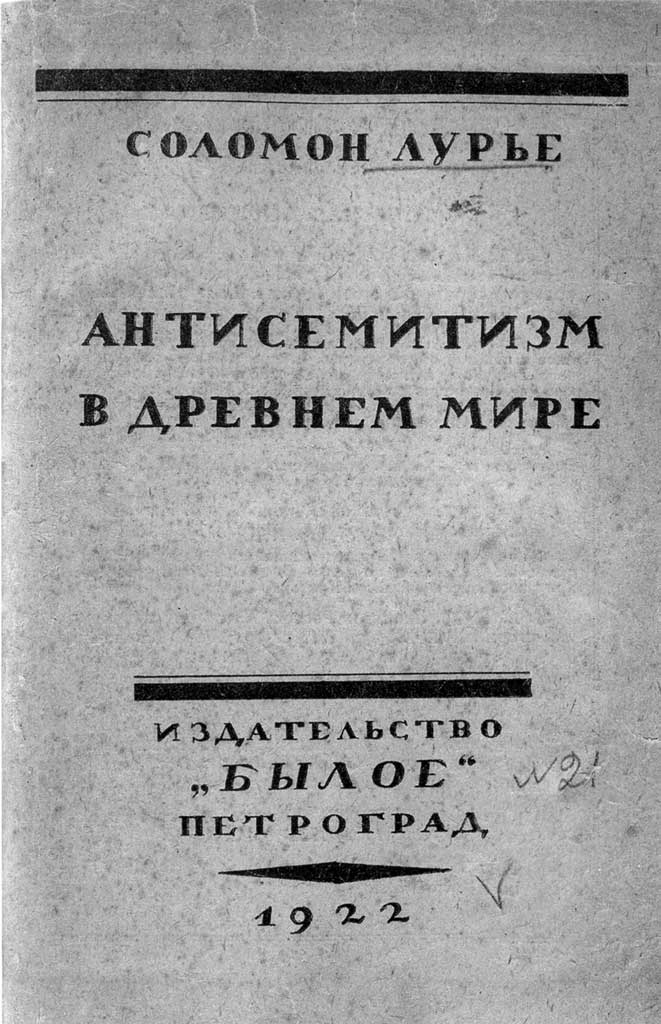
Обложка первого издания книги «Антисемитизм в Древнем Мире»

Умение неординарно мыслить и предлагать убедительные гипотезы принесло Финли славу и известность (будем честны, тонко трактовать источники мог не только он один), а Лурье — порицания и насмешки. Поэтому Финли смог развить свое умение строить оригинальные модели познания прошлого, а Лурье, пытавшийся делать это много раз, всегда натыкался на конфликты и скандалы. И поэтому для него стали настоящим даром судьбы два момента: возможность увидеть, как ушли хотя бы крайние формы ранних советских стереотипов, и возможность написать обычную научную книгу после многих лет борьбы за то, чтобы, высказав свежую мысль, не вылететь с работы. Зато и восприятие проблемы «между рабством и свободой» оказывалось куда более острым, и утверждение личной свободы — куда более прочувствованным, чем для сотрудника Кембриджа

## Основные труды
- Антисемитизм в древнем мире, 1922.
- Антифонт. Творец древнейшей анархической системы. — М.: Голос труда, 1925. — 160 с. (Анархизм в Древней Греции; вып. II).
- История античной общественной мысли. — М., 1929.
- Теория бесконечно-малых у древних атомистов. — М.; Л.: Изд-во АН СССР, 1935.
- История Греции. С древнейших времен до образования Афинского морского союза. — Л., 1940. — Ч. 1.
- Архимед. — М.; Л., 1945.
- Геродот. — М.; Л., 1947.
- Очерки по истории античной науки. — М.; Л., 1947.
- Язык и культура Микенской Греции. — М.; Л., 1957.
- Лурье С. Я., Ботвинник М. Н. Путешествие Демокрита. М.: Детская литература, 1964 (в сер. «Школьная библиотека»)
- Демокрит: Тексты, перевод, исследования. Л., 1970.

### статьи
- Лурье С. Я. Библейский рассказ о пребывании евреев в Египте. // Еврейская мысль. Научно-литературный сборник. — Л.: «Сеятель» Е. В. Высоцкого, 1926. — С. 81—129.
- Лурье С. Я. О новых путях и задачах библейской критики // Еврейская старина — Л., 1928 — том XII — С. 347—380.
- Механика Демокрита // Архив истории науки и техники, сер. 1, вып. 7, 1935, С. 129—180.
- Демокрит и индуктивная логика // Вестник древней истории. — 1961. — № 4. — С. 58—67.